# Мост Бетанкура
Мост Бетанку́ра — неразводной вантовый мост в Санкт-Петербурге через Малую Неву и реку Ждановку, проходящий между островами Декабристов Василеостровского района и Петроградским Петроградского района через Петровский (со съездом) и Серный острова. Мост является одним из объектов транспортного обхода центра и обеспечивает практически бессветофорное движение от аэропорта Пулково до Газпром Арены. Проект построить мост через остров Серный был заложен в Генплан развития Петербурга ещё в конце 1980-х. Документацию неоднократно корректировали — прямую трассу моста заменили S-образной, чтобы не заходить на территорию военного судостроительного завода «Алмаз», который в итоге закрыли до начала возведения переправы.
Строительство моста сопровождалось серией градостроительных скандалов: для трассы потребовалось снести дом № 3 по Ремесленной улице, построенный в 1906 году и по закону Петербурга не подлежащий демонтажу. У здания подделали кадастровый паспорт на основе фальсифицированной экспертизы, было заведено уголовное дело, не решённое по состоянию на 2021 год. Соседний дом № 5 по Ремесленной улице оказался в 65 см от моста, при этом администрация города в течение трёх лет отказывалась расселять жильцов. Здание признали непригодным для проживания только после выявления грибка, поразившего стены. К июлю 2020 квартиры получили не все семьи, местная ЖКС начала сдавать комнаты в доме № 5 иностранным гражданам с детьми.
Движение по мосту было открыто 13 мая 2018 года, к этому моменту работы на объекте не были завершены. Официальное разрешение Госстройнадзора на ввод переправы в эксплуатацию подрядчик получил только 26 марта 2019 года.
Мост получил несколько наград за инновационный проект и внедрение современных технологий строительства. Критики отмечают несоответствие трассы нормативам безопасности для городских улиц, крайне острые повороты на съездных развязках. Шестиполосная проезжая часть моста упирается в трёх-четырёх полосные городские улицы, создаётся эффект «бутылочного горлышка».

## Описание

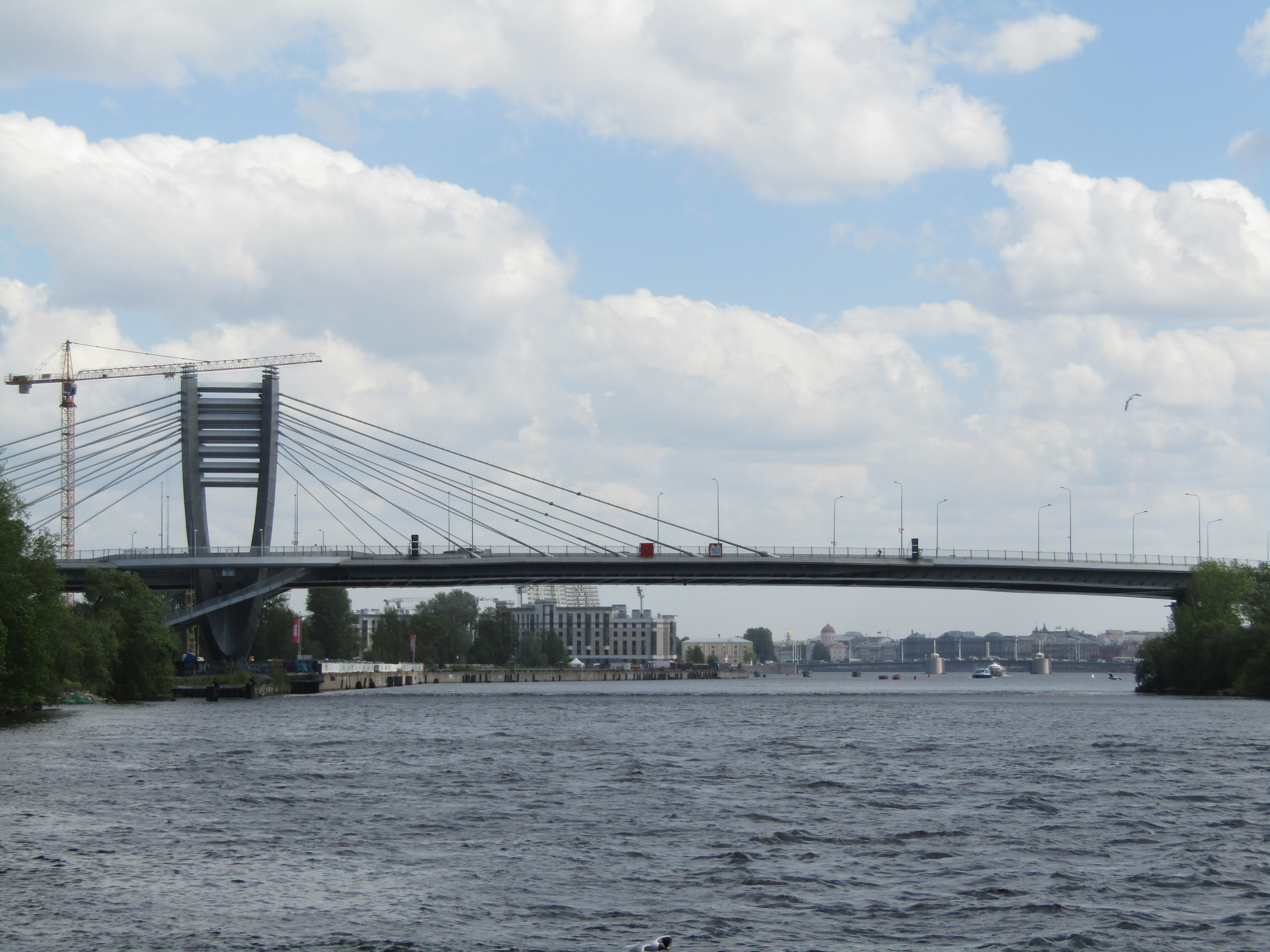
Центральный пролёт моста

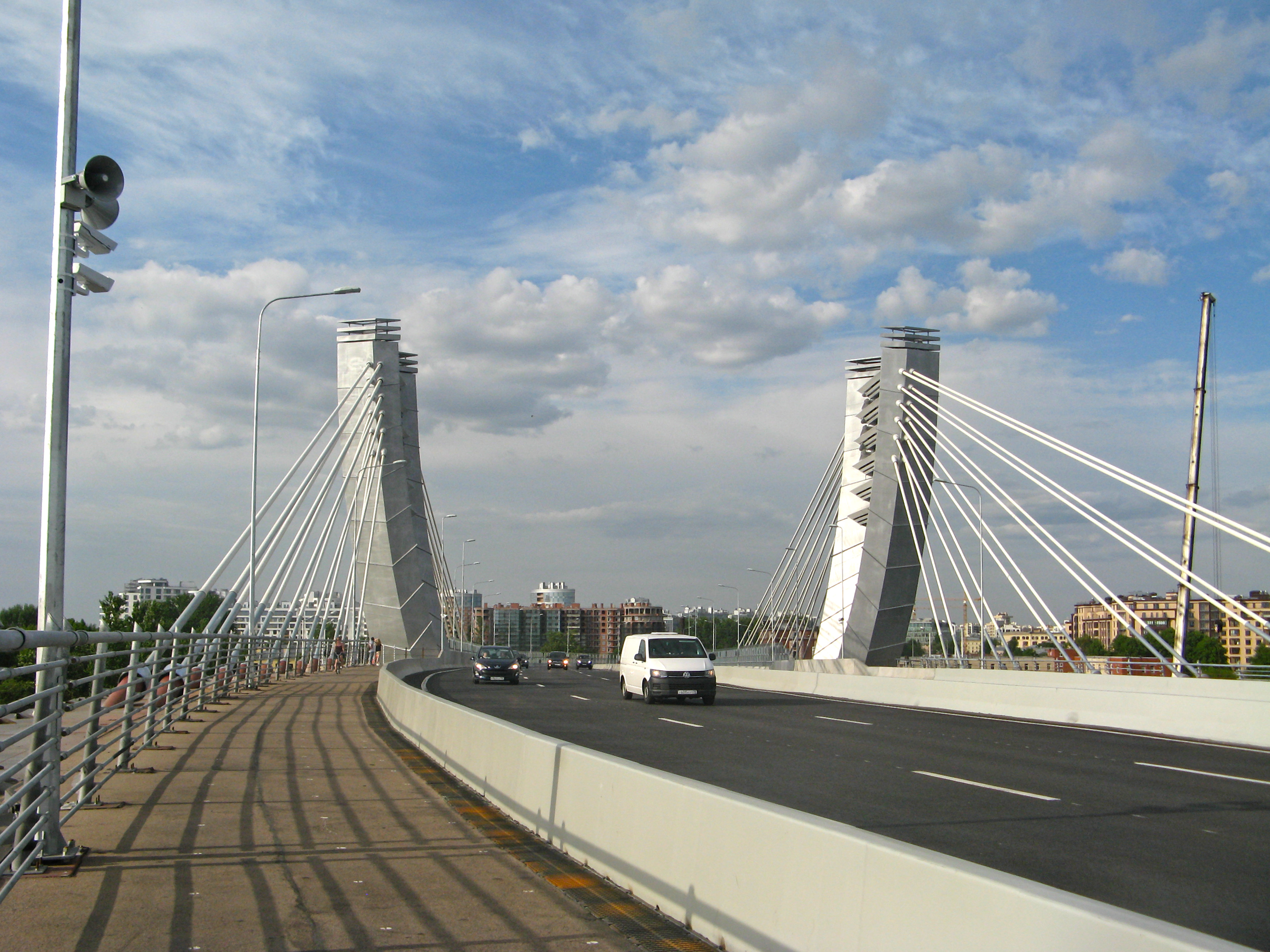
Центральный пилон, 22 мая 2018

Мост Бетанкура проходит через Серный остров, соединяя острова Декабристов и Петровский. Он начинается на перекрёстке с Уральской улицей и проходит до Ждановской набережной и Новоладожской улицы. При движении из Петроградского района доступен съезд на Уральскую улицу и набережную Макарова, через которую — на ЗСД, Морскую набережную и проспект КИМа. При движении с Васильевского острова доступны съезды на Петровский проспект, Ждановскую и Новоладожскую улицы в сторону Песочной набережной.
Технически представляет собой неразводной вантовый мост S-образной формы со следующими характеристиками:
- длина — 923 м;
- ширина — 37 метров;
- автомобильных полос — 6;
- высота — 44 м
- подмостовой  судоходный габарит — 100 х 16 м
- число вант— 48;
- длина вант — от 31,7 м до 99,3 м[6].

Ширина пролётного строения по наружным граням карнизных блоков составляет до 38,19 м. В поперечном сечении оно состоит из четырёх балок коробчатого сечения. Главные балки коробчатого сечения в верхнем поясе объединяют поперечные балки двутаврового сечения с шагом три метра, на которые опираются железобетонные плиты проезжей части толщиной 200 мм. На покрытие дорожного полотна площадью свыше 34 тыс. м2 ушло почти 4 тыс. тонн асфальта. Ванты моста включают от 41 до 62 стрендов диаметром 15,7 мм, по семь проволок в каждом.

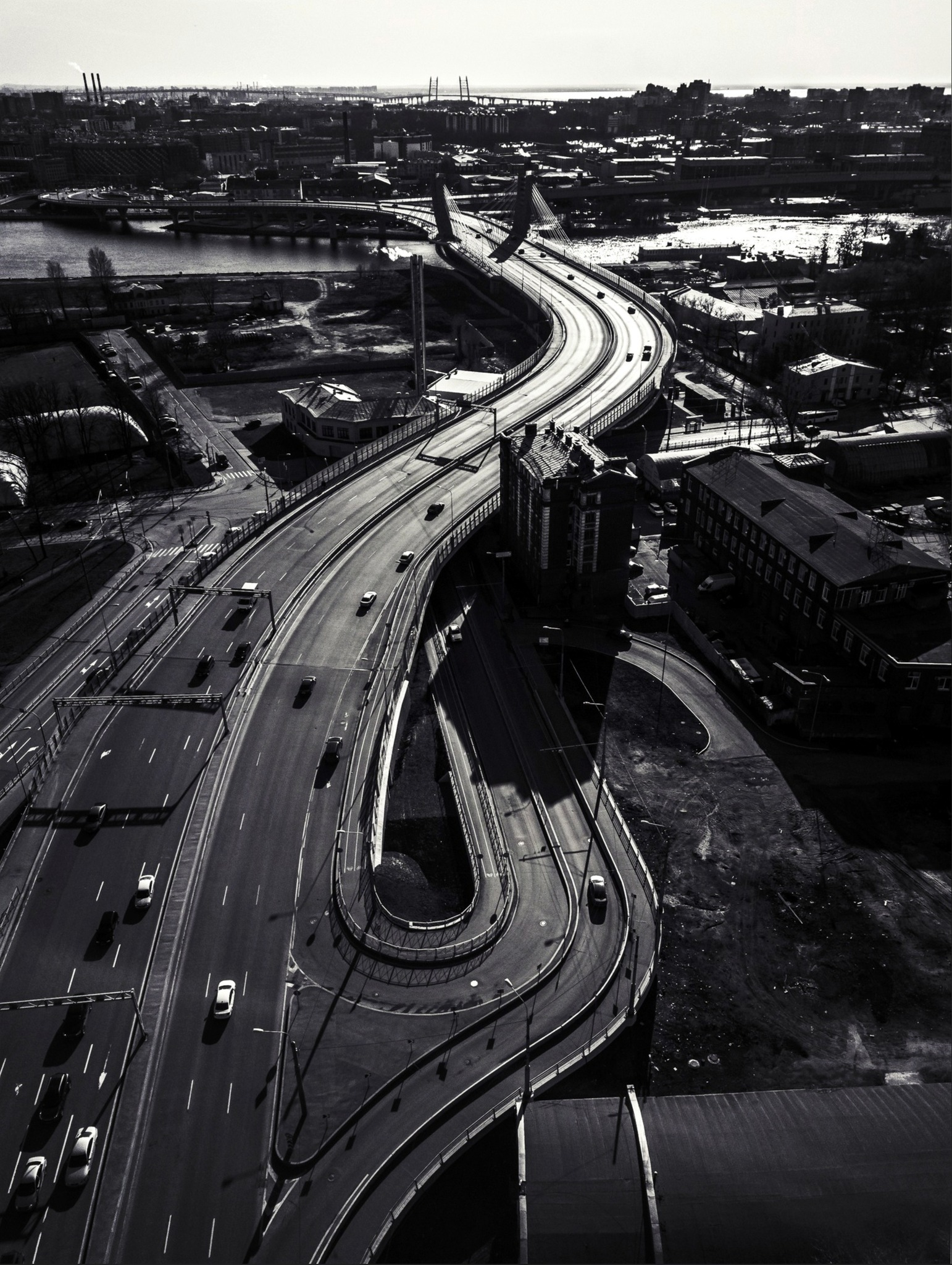
Вид сверху с Петроградской стороны

На мосту также расположены велодорожка шириной 3,5 м, тротуар шириной в 3 м, смотровые площадки размером 9,2 х 3,25 м. В декабре 2020 года под мостом открыли скейт-парк.

## Строительство

### Подготовка
Генеральный план развития Петербурга ещё в конце 1980-х предполагал строительство моста через остров Серный от Уральской к Ремесленной улице. Проект был запущен в 2008 году, победителем конкурса стал «Мостостроительный отряд № 19», который 32 месяца обязался не только возвести мост, но и реконструкцировать набережные Песочную и Адмирала Лазарева с выходом на Васильевский остров. Сумма контракта составила 9,4 млн рублей. В 2009 контракт заморозили из-за экономического кризиса. В конце июня 2010 года Дирекция транспортного строительства объявила конкурс на разработку проектной документации второй очереди. Тем не менее, в 2011-м контракт расторгли. Своё решение власти объяснили желанием перенаправить средства на социальные проекты.
В 2012 году губернатор Петербурга Георгий Полтавченко объявил о необходимости возобновить проект и построить мост к чемпионату мира по футболу 2018 года. Новый мост должен был войти в систему ТОЦ и обеспечить бессветофорное движение от аэропорта Пулково до стадиона на Крестовском острове. Реализовать проект решено было к концу апреля 2018 года. Планировалось, что открытие новой переправы разгрузит Тучков мост и подъезды к нему, позволит попадать на Петроградскую сторону в объезд центра. Кроме того, мост должен был стать первой в Петербурге переправой, обеспечивающей движение как для автомобилей, так и для пешеходов и велосипедистов, предусматривая шесть полос движения транспорта, отдельные тротуар и велодорожку. Осенью 2012 года проект одобрили федеральные власти.
В 2015 году Комитет по развитию транспортной инфраструктуры Санкт‑Петербурга в лице СПбГУ «Дирекция транспортного строительства» объявил конкурс на строительство моста в створе Серного острова, победителем которого стало ЗАО «Пилон». Контракт на актуализацию проекта получил институт «Стройпроект». В состав объекта вошли две разноуровневые развязки и строительство Мало-Петровского моста через Ждановку. Ранее спроектированная прямой трасса моста была пересмотрена и получила S-образную форму в связи с необходимостью не заходить на территорию военного судоремонтного завода ОАО «Морской завод „Алмаз“», располагавшегося на берегу Малой Невы. В середине 2014 года документы направили на согласование в Главгосэкспертизу. К началу строительства моста завод уже был закрыт, корпуса снесены, а землю продали группе ЛСР, которая запланировала на ней строительство жилого комплекса. Город не стал выкупать землю у девелопера, чтобы сделать мост прямым, вместо этого было принято решение проложить трассу по улице Ремесленной на участке домов № 1 и № 3, который являлся жилым и был построен в 1906 году. Всего требовалось демонтировать ряд объектов недвижимости, принадлежащих 38 собственникам, в том числе корпуса завода, автомойки и сервисы, ремонтные цеха. При этом глава КРТИ заявлял в СМИ, что ведомство не пойдёт на принудительный порядок изъятия.

### Ход работ
В ноябре 2015 ЗАО «Пилон» приступил к работам на объекте. При этом разрешительную документацию подрядчик не получил, 26 сентября 2016 года прокуратура и Госстройнадзор подтвердили этот факт. В Госстройнадзоре заявили, что даже не получали пакет документов на согласование. К этому моменту опоры эстакады были доведены уже до Петровского проспекта. Фактически, работы велись незаконно. Кроме того, они проходили на территории охраняемого ЮНЕСКО объекта «Исторический центр Санкт-Петербурга и связанные с ним группы памятников», согласование с организаций также не проводилось.
В конце 2016 года проект моста получил отрицательное заключение КГИОП: высота главного пилона овальной формы, запланированная на 90 метров, нарушала закон «О границах зон охраны объектов культурного наследия» и искажала бы историческую панораму. По соглашению застройщика и администрации города, в документацию внесли значительные изменения: решено было понизить пилон до 44 м. У компании осталось 227 тонн неиспользованных металлоконструкций, потребовались новые материалы и изменение схемы монтажа. В июне 2018 года «Пилон» подал иск в суд, требуя от Дирекции транспортного строительства компенсации убытков в размере 51 млн рублей. По результатам разбирательства суд отказал истцу.
11 апреля 2017 года в русловой части моста установили последний блок. К началу сентября 2017 года объект был готов на 62 %, в феврале 2018-го начался монтаж вантовой системы.
24 ноября 2017 года состоялось заседание городской Топонимической комиссии, на котором было предложено увековечить память Августина де Бетанкура. 29 марта 2018 года мосту было официально присвоено название «мост Бетанкура».
Документы, разрешающие строительство, были выданы только в марте 2018 года. Срок разрешения истекал 31 мая 2018-го. Сдать мост к запланированной дате — 29 апреля 2018 года — подрядчику не удалось. Техническое движение открыли 13 мая 2018 года в девять часов утра. Первыми по мосту пустили шаттлы с футбольными болельщиками из аэропорта до стадиона на Крестовском, в 18 часов проезд открыли для горожан. Объект открыли с недоделками, покрасочные и сварочные работы продолжались до лета 2018. Разрешение на ввод в эксплуатацию от Госстройнадзора компания «Пилон» получила 26 марта 2019.
После запуска движения КРТИ отметила усугубление дорожной ситуации в районе улиц Уральской и Одоевского.

## Расчистка площадки
Для возведения моста потребовалось «зачистить» обширные участки вдоль трассы: под эти цели была изъята недвижимость у более чем 38 разных собственников. Также были снесены девять строений под разными литерами на Ремесленной, 1.

### Ремесленная, 3
Трассу моста проложили на участке, где до 2017 года стоял трёхэтажный жилой каменный дом Российско-баварского пивоваренного общества «Бавария». Это здание было построено в 1906—1907 годах по проекту гражданского инженера Н. Н. Верёвкина. Поскольку закон Петербурга № 820-7 «О границах зон охраны объектов культурного наследия» запрещает снос зданий, построенных до 1917 года, ради разрешения на демонтаж кадастровый паспорт дома подделали, приведя в качестве обоснования фальсифицированный запрос совета жильцов и экспертизу нелицензированных лиц. В 2015 году жители дома получили уведомление об изъятии земли и жилья «для государственных нужд». Градозащитники и жильцы в течение двух лет пытались не допустить сноса, предлагая администрации передвинуть дом или внести корректировки в трассу моста. Несмотря на скандал в СМИ и многочисленные протесты горожан, в субботу 26 августа 2017 года здание было разрушено, субподрядчиком демонтажа выступила компания «Атлант». Позже прокуратура и МВД установили, что изменения в кадастровом паспорте были сделаны на основании заведомо подложных документов. По факту фальсификации и сноса в 2016 году было возбуждено уголовное дело, не раскрытое по состоянию на август 2021-го.
Жильцам предложили компенсации в два раза ниже кадастровой стоимости их жилплощади, что лишило людей возможности купить квартиры в том же районе.
По состоянию на 26 августа 2021 года уголовное дело о сносе дома остаётся не закрытым, градозащитники опасаются, что оно будет закрыто в связи с истечением срока давности.

### Ремесленная, 5

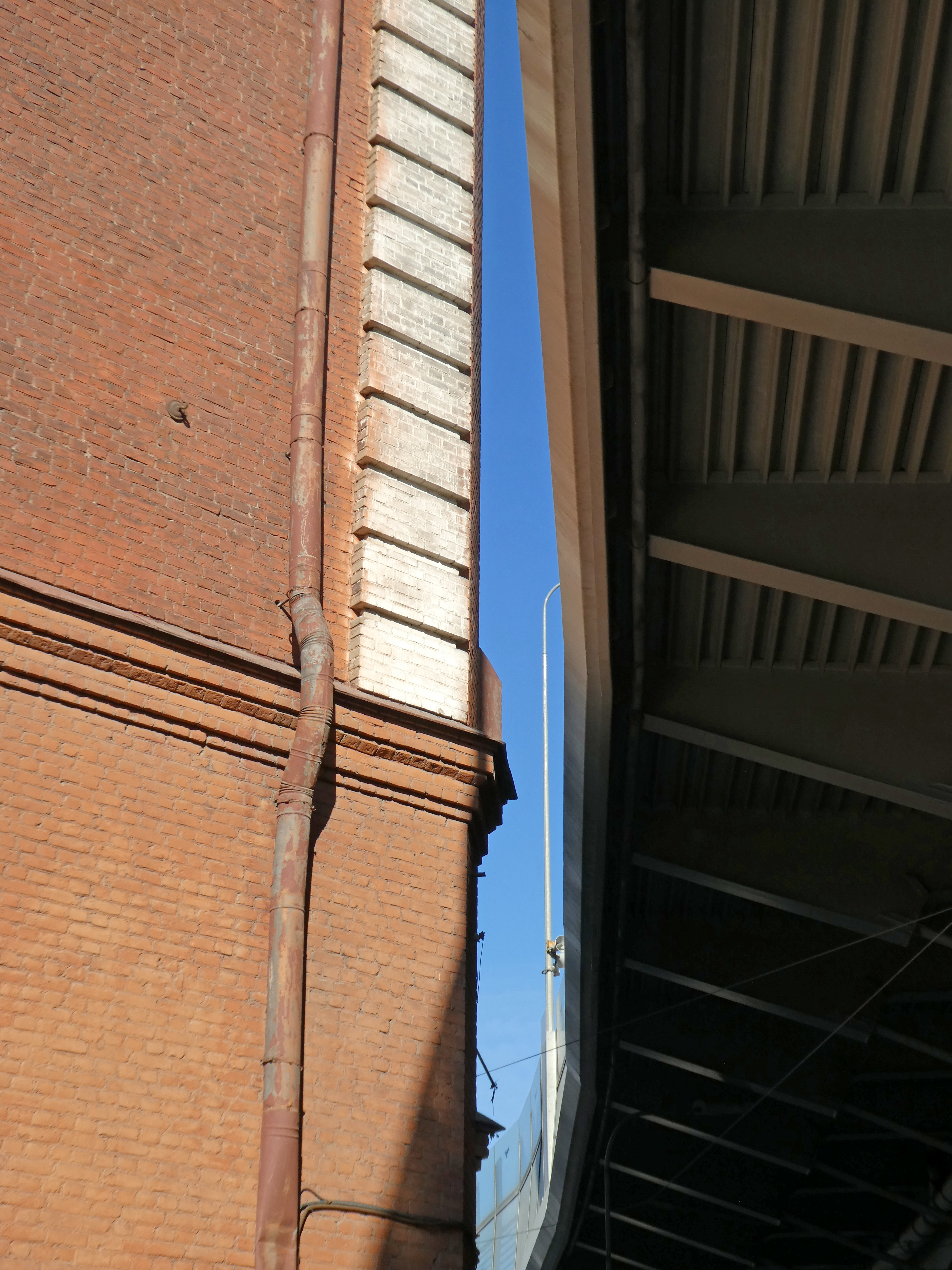
Расстояние между мостом Бетанкура и домом № 5 по Ремесленной улице

Трасса моста проходит в 65 см от дома № 5 по Ремесленной улице. По словам жильцов, из-за строительных работ семиэтажное здание начало проседать, на этажах появились трещины, часть кирпичной кладки обрушилась. В подвале прорвало трубу, от шума и пыли не помогла даже установка пластиковых окон: работа тяжёлой техники не давала людям спать в течение нескольких лет. Вплоть до 2018 года администрация Петроградского района не признавала дом подлежащим расселению. Жилищно-эксплуатационная служба называла трещины в доме № 5 «эксплуатационными». В феврале 2018 года губернатор Полтавченко сослался на нормы СанПиН, который не регламентирует санитарный разрыв при строительстве подобных мосту Бетанкура объектов, и заявил, что «жилой дом расположен за границами полосы постоянного отвода под строительство», а экспертиза на момент проектной документации установила, что «качество атмосферного воздуха, а также уровни шума будут соответствовать всем нормам». При этом звукозащитные экраны, установленные вокруг моста, доходят только до четвёртого этажа семиэтажного дома. Расселять здание начали только после того, как экспертиза выявила наличие в доме вредной плесени, из-за которого его признали непригодным для проживания. К июлю 2019 квартиры получили лишь 15 семей из 63. Расселение не закончилось и к весне 2020-го, более того, местная ЖКС начала давать в доме комнаты иностранцам с детьми.

## Критика
Трассу моста критически оценивали разные эксперты. Например, глава Госстройнадзора Евгений Ким назвал «возмутительной и нелепой» близость моста к дому на Ремесленной, 5. При этом в официальной презентации «Стройпроекта» мост называют «максимально осторожно вписанным в окружающую застройку».
Ещё одним поводом для критики является S-образная форма моста. Кривизна его трассы не отвечает нормам безопасности для улиц городского значения и часто становится причиной ДТП. При этом переправу можно было бы сделать прямой, проложив её в створе улиц Одоевского и Новоладожской.
На Петроградской стороне при слиянии с Новоладожской улицей и переходе в Пионерскую улицу создаётся эффект «бутылочного горлышка». При этом расширить Пионерскую не представляется возможным — дома № 46 и № 48 являются памятниками культуры и сносу не подлежат.

## Награды
10 октября 2019 года объект получил награду специальной премии «Уникальный проект года» на конкурсе «Дороги России 2019».
В декабре 2020 года мост получил первое место на Международном профессиональном конкурсе Национального объединения изыскателей и проектировщиков (НОПРИЗ) в категории «Лучший инновационный проект — 2020».